# معاهدة أمستردام
معاهدة أمستردام أتت كتعديل على معاهدة ماستريخت والمعاهدات المنشأة للمجموعة الأوربية، وعدد من المراسيم الأخرى تعرف بمعاهدة أمستردام وقد تم تسميتها بهذا الاسم نظرا لتوقيعها بمدينة أمستردام الهولندية. تم توقيعها في 2 أكتوبر 1997، ودخلت حيز النفاذ في 1 مايو 1999. أدخلت المعاهدة تغييرات كبيرة في معاهدة الاتحاد الأوروبي، التي تم توقيعها في ماسترخت سنة 1992. معاهدة أمستردام تعنى بزيادة التركيز على المواطنة وحقوق الأفراد وعلى المزيد من الديموقراطية في شكل زيادة سلطات البرلمان الأوروبي، أيضا تشكيل عنوان جديد عن العمالة، تحقيق الحريات الاجتماعية، الاهتمام بأمور الأمن والعدالة، ونقطة البداية لتحقيق السياسة الخارجية والأمنية المشتركة، وتحقيق الإصلاح في المؤسسات العامة للتحضير لتوسعها.

## وصلات خارجية
- نص المعاهدة كامل باللغة الأنجليزية